# Gare de Villiers-en-Lieu
La gare de Villiers-en-Lieu est une gare ferroviaire française (fermée) de la ligne de Blesme - Haussignémont à Chaumont, située sur le territoire de la commune de Villiers-en-Lieu, dans le département de la Haute-Marne en région Grand Est. 
C'était une halte ferroviaire de la Société nationale des chemins de fer français (SNCF). Elle est fermée au trafic voyageurs.

## Situation ferroviaire
Établie à 140 m d'altitude, la gare de Villiers-en-Lieu est située au point kilométrique (PK) 229,942 de la ligne de Blesme - Haussignémont à Chaumont, entre les gares de Saint-Eulien (fermée) et de Saint-Dizier (ouverte).

## Service des voyageurs
Gare fermée au trafic ferroviaire des voyageurs